# Anne Spencer, baronessa Monteagle
Lady Anne Spencer, contessa di Dorset (Althorp, 4 maggio 1555 – Hengrave, 22 settembre 1618), è stata una nobildonna inglese.

## Biografia
Nacque ad Althorp nel 1555, figlia di  Sir John Spencer e Katherine Kitson, sorella di Alice, contessa di Derby e di Elizabeth Spencer, baronessa Hunsdon. Sposò Lord Edward Stanley, III Barone Monteagle come sua seconda moglie nel settembre del 1575. La coppia non ebbe figli e il marito morì nel 1581.
Sposò Sir Henry Compton, come sua seconda moglie, pochi anni dopo la morte del primo marito. Ebbero un figlio, Sir Henry Compton, che fu Membro del Parlamento. Il secondo marito di Anne morì nel 1589. Una versione riveduta del poema di Edmund Spenser "Mother Hubberd's Tale", pubblicato nel 1590, fu dedicato ad Anna come "Lady Compton and Mountegle".
Anna sposò il futuro conte di Dorset il 4 dicembre 1592, un anno dopo la morte della sua prima moglie, Lady Margaret Sackville. Mentre il suo primo matrimonio era stato felice, il conte descrisse Anne nel suo testamento come una "che ricordo senza grande dolore, a causa della sua eccessiva cattiveria e intollerabile uso del male verso me stesso e il mio defunto signore e padre".
Dorset si era lamentato della "cattiva condotta" della sua seconda moglie e stava considerando una separazione da lei al momento della sua morte. Tuttavia, Cecily, una delle sue figlie dal suo primo matrimonio, sposò il suo figliastro Henry Compton, figlio di Anne e del secondo marito Sir Henry Compton, da cui ebbe tre figli.